# Micranurida sensillata
Micranurida sensillata är en urinsektsart som först beskrevs av Hermann Gisin 1953.  Micranurida sensillata ingår i släktet Micranurida, och familjen Neanuridae. Arten är reproducerande i Sverige.